# Pteropurpura festiva
Pteropurpura festiva (tên tiếng Anh: Festive Murex) là một loài ốc săn mồi trong họ Muricidae. Native tới miền đông Thái Bình Dương, they grow to 34–67 mm.